# Alexander Brem (Synchronsprecher)
Alexander Brem (* vor 1980) ist ein deutscher Synchronsprecher. Er lebt und arbeitet in München.

## Leben

### Synchronisation
Filme
Alexander Brem ist seit Anfang der 1990er Jahre in der Synchronbranche aktiv. Schon bald synchronisierte er viele bekannte Schauspieler am Anfang ihrer Filmkarriere, wie z. B. Chris Tucker in der US-Komödie Friday (1995), Scott Wolf in Ridley Scotts Abenteuerfilm White Squall – Reißende Strömung (1996), Jamie Kennedy in der Scream-Trilogie (1997, 1998, 2000), Yoji Matsuda als Prinz Ashitaka in Prinzessin Mononoke, Joaquín Phoenix in Oliver Stones Psychothriller U-Turn – Kein Weg zurück (1998), Stephen Dorff in der Marvel-Comicverfilmung Blade (1998), der den MTV Movie Awards als „Bester Filmbösewicht“ erhielt, und Joshua Leonard im Horrorfilm Blair Witch Project (1999). Im Jahr 2000 war Brem in den erfolgreichen Kinofilmen Der Knochenjäger für Mike McGlone zu hören, in der College-Komödie Road Trip für Seann William Scott, im SciFi-Thriller The Cell für Vince Vaughn und in Ang Lees preisgekrönter Literaturverfilmung Tiger and Dragon für Chang Chen.
In den 2000er Jahren arbeitete Alexander Brem nur selten als Synchronsprecher, doch nennenswerte Sprecheinsätze waren beispielsweise für Billy Crudup in Almost Famous – Fast berühmt (2001), Jonathan Rhys Meyers in der Shakespeare-Verfilmung Titus (2002) und Billy Zane im britischen Kriegsfilm The Last Mission – Das Himmelfahrtskommando (2006). 
Seit 2009 ist Brem wieder vorrangig im Synchrongewerbe tätig, so sprach er Timothy Olyphant in A Perfect Getaway (2009), Aasif Mandvi im Fantasyfilm Die Legende von Aang (2010), Stephen Campbell Moore in Der letzte Tempelritter (2011), 50 Cent im Actiondrama Fire with Fire – Rache folgt eigenen Regeln (2012), Michael Eklund in The Call – Leg nicht auf! (2013), Pete Ploszek als Leonardo in Michael Bays Teenage Mutant Ninja Turtles (2014) und Jude Law als Professor Dumbledore in Phantastische Tierwesen: Grindelwalds Verbrechen (2018) sowie Phantastische Tierwesen: Dumbledores Geheimnisse (2022). 
In dem 2020 veröffentlichten Musicalfilm Jingle Jangle Journey: Abenteuerliche Weihnachten! übernahm er die Sprechrolle von Keegan-Michael Key.
Serien
Mitte der 1990er erhielt Alexander Brem erstmals Serienhauptrollen, so sprach er in der australischen Sitcom Rock ’n’ Roll Daddy den Teenagersohn Thomas Sumner, welche von 1994 bis 1995 auf dem Fernsehsender ProSieben lief. Des Weiteren hörte man ihn als Rickie Vasquez in der Jugendserie Willkommen im Leben (1996), als Mark Fitzgerald in der britischen Krimiserie Für alle Fälle Fitz (1996–1998) und für Donald Faison in Clueless – Die Chaos-Clique (1998–2001) sowie in Sabrina – Total Verhext! (1996–1999), und David Lascher in Sabrina – Total Verhext! (1999–2002).
Erst im Jahr 2009 übernahm Brem erneut längerfristige Engagements als Synchronsprecher, unter anderem Alan Van Sprang als Sir Francis Bryan in der historischen Dramaserie Die Tudors – Ein Sohn für den König (2009, 3. Staffel), David Oakes als den brutalen Herrscher Lord Hamleigh in der mehrteiligen Ken-Follett-Adaption Die Säulen der Erde (2010), Aidan Gillen als Petyr Baelish in der Fantasyserie Game of Thrones (2011–2017), Colin Donnell als Tommy Merlyn in der DC-Comic-Serie Arrow (2013, 1. Staffel) und Colin O’Donoghue als Captain Hook in der Fantasyserie Once Upon a Time – Es war einmal… (2013–2019). Auch spricht er im Anime One Piece die Stimme des Gecko Moria.
Im komödiantischen Genre lieh er Jackson Hurst als Grayson Kent in Drop Dead Diva (2010–2014) seine Stimme, Hal Sparks als Donald „Big D“ Davenport in der Disney-Sitcom S3 – Stark, schnell, schlau (2012–2016), Jeremy Renner in der modernen M*A*S*H-Version The Unusuals (2013), Justin Bartha in der Sitcom The New Normal (2013) und Murray Bartlett als Dom Basaluzzo in der Dramedy-Serie Looking (2014–2016). In der Serie Ted Lasso (2020–2023) sprach er Brendan Hunt als Coach Beard. 
Auch in Krimiserien sprach er Serienhauptrollen, so synchronisierte er Walton Goggins als Boyd Crowder in Justified (2012–2015), der bereits 2011 eine Emmy-Nominierung als „Bester Nebendarsteller in einer Dramaserie“ erhielt,
Damon Gupton als Det. Evrard Velerio in Prime Suspect (2013) und Tory Kittles als Det. Thomas Papania in der Krimiserie True Detective (2014–2015). In der Star-Wars-Serie Obi Wan Kenobi (2022) sprach er die Figur des Großinquisitors, dargestellt von Rupert Friend.

### Computerspiele, Dokumentation und Werbung
Außerdem war Alexander Brem auch in anderen Bereichen als Sprecher tätig. So sprach er beispielsweise im Jahr 2010 & 2016 die Dialoge des Protagonisten Vito Scaletta bei der Lokalisierung des Computerspiels Mafia II & Mafia III. Für Kingdom Come: Deliverance sprach er 2018 den Radzig Kobyla.
Als Off-Stimme war Brem in der Disneynature-Dokumentation Schimpansen zu hören, die im Jahr 2013 in den deutschen Kinos gezeigt wurde. Seit Anfang 2014 unterstützt er die Stammkommentatoren Stéphane Bittoun und Doris Lauerwald des ProSieben-Fernsehmagazins Galileo. Des Weiteren ist Brems Stimme auch in Werbespots präsent, z. B. von McDonald’s oder QM – Das Männermagazin.